# Erna Hennicot-Schoepges
Erna Hennicot-Schoepges (Dudelange, 24 de juliol de 1941) és una pianista i política luxemburguesa, membre del Partit Popular Social Cristià (CSV), que va presidir entre 1995-2003.

## Carrera política
Va ser presidenta de la Cambra de Diputats de Luxemburg (1989 - 1995). Des de gener de 1999, fins a 1995 va ser membre del gabinet Juncker-Poos on va exercir el càrrec de Ministra d'Educació, Ministra de Cultura i Ministra d'Afers Religiosos. De 1999 a 2004, estant membre del gabinet Juncker-Polfer, va ser Ministra de Cultura, Ministra d'Educació Superior i Recerca i Ministra d'Obres Públiques.
Va ser diputada al Parlament Europeu del 2004 al 2009 i pel Grup del Partit Popular Europeu.

### Comissions al Parlament Europeu
Membre
- 21 de juliol de 2004 - 18 de gener de 2006: Comissió de Cultura i Educació.
- 19 de gener de 2006 - 13 de juliol de 2009: Comissió d'Indústria, Recerca i Energia.
- 15 de setembre de 2004 - 13 de juliol de 2009: Delegació per a les Relacions amb Mercosur.

## Obres publicades
- Hennicot-Schoepges, Erna, 1975. L'enseignement de la musique : Aspects pédagogiques. École et vie 1: 4-7. Luxemburg.
- Hennicot-Schoepges, Erna, 2008. Feuilletons européens 2007. Groupe du PPE-DE au Parlement européen, Brussel·les. 87 pàgs.
- Hennicot-Schoepges, Erna, 2009. Feuilletons européens 2008. Groupe du PPE-DE au Parlement européen, Brussel·les. 91 pàgs.
- Hennicot-Schoepges, Erna, & Beatrice Ungar, 2011. Von Schubert bis Praid : Leseproben einer Seelenverwandschaft. Sibiu/Hermannstadt : Honterus. 90 p. ISBN 978-973-1725-70-3.